# 16 pièces
Albums de Hocus Pocus
Place 54
(2007)
16 pièces, est le quatrième album du groupe de rap nantais Hocus Pocus, sorti le 15 mars 2010. 
Le titre fait référence au nombre de pistes présentes sur l'album. "25/06" (piste n°2) se réfère à la date de la mort de Michael Jackson qu'il dénonce comme un coup médiatique. Cet album fait de nombreuses références à des artistes Français comme Renaud, Claude Nougaro ou encore Serge Gainsbourg et accuse la musique "commerciale" des grandes maisons de production notamment dans "Putain de mélodie".

## Liste des titres
1. Beautiful Losers (featuring Alice Russell)
2. 25/06
3. A Mi Chemin (featuring Akhenaton & Ben l'oncle soul)
4. Putain De Mélodie
5. Papa ?
6. Pièce n° 6 (Papa Skit by DJ Atom)
7. Signe Des Temps (featuring Mr.J.Medeiros & Stro The 89th Key)
8. Equilibre (featuring Oxmo Puccino)
9. Marc (featuring Gwen Delabar)
10. Pièce n° 10 (Marc Skit by DJ Pfel)
11. I Wanna Know (Je Voudrais Savoir) (Feat. Stro The 89th Key)
12. Wo:oo
13. Portrait (featuring Elodie Rama)
14. Pièce n° 14 (Portrait Skit by DJ Greem)
15. Le Majeur Qui Me Démange
16. 100 Grammes De Peur